# رضا شهلایی
رضا شهلایی (۱۳۳۸ در کرمانشاه - ) کوهنورد کرد اهل ایران است. وی ۸ قلۀ ۸ هزار متری از جمله آناپورنا را فتح کرده‌است. وی در سومین جشنوارۀ صعودهای برتر نشان کوهنورد دوران را دریافت کرد.

## زندگی
رضا شهلایی در سال ۱۳۳۸ در کرمانشاه به دنیا آمد. او دوران تحصیل ابتدایی خود را در کرمانشاه و دوران دبیرستان را در تهران گذراند. سپس برای تحصیل در دانشگاه به مشهد رفت. شهلایی که از دوران نوجوانی به کوهنوردی و طبیعت علاقه‌مند بود، از سال ۱۳۶۰ به‌صوررت حرفه‌ای به کوهنوردی پرداخت و با بهره‌گیری از آموخته‌های پیشکسوتان کوهنوردی کرمانشاه فنون این ورزش را فراگرفت.
رضا شهلایی دوره‌های آموزشی فدراسیون کوهنوردی را گذراند و مدرک مربیگری یخ، برف و سنگ‌نوردی را از این فدراسیون دریافت کرد. وی سرپرستی تیم‌های مختلفی را در صعودهای داخلی و خارجی برعهده داشته‌است.

## صعودهای ۸ هزار متری
رضا شهلایی صعودهای مختلف ملی و بین‌المللی داشته‌است. از این میان ۷ صعود وی به قله‌های بالای ۸ هزار متر بوده‌است. اولین صعود ۸ هزار متری شهلایی به قلۀ اورست بود که در سال ۱۳۹۱ صورت گرفت. وی در ادامه توانست به قله‌های کانچن‌چونگا (۸۵۸۶ متر)، کی ۲ (۸۶۱۱ متر)و آناپورنا (۸۰۹۱ متر) صعود کند.
شهلایی در ادامۀ صعودهای ۸ هزار متری خود در خرداد ماه ۱۳۹۶ به قلهٔ ۸۱۲۵ متری «نانگاپاربات» صعود کرد و در ۲۱ اردیبهشت ۱۴۰۱ نیز قلۀ ۸۴۶۳ متری ماکالو را فتح کرد.
هفتمین صعود بالای ۸ هزار متری شهلایی نیز در خرداد ۱۴۰۳ به قلۀ لوتسه بود که چهارمین قله بلند جهان با ارتفاع ۸۵۱۶ است.